# Southampton (Massachusetts)
Pour les articles homonymes, voir Southampton (homonymie).
Southampton est une ville américaine située dans le comté de Hampshire dans l’État du Massachusetts.

## Traduction
- (en) Cet article est partiellement ou en totalité issu de l’article de Wikipédia en anglais intitulé « Southampton, Massachusetts » (voir la liste des auteurs).